# Jüdischer Friedhof (Oberasphe)
Der Jüdische Friedhof in Oberasphe, einem Ortsteil der Gemeinde Münchhausen im Landkreis Marburg-Biedenkopf in Hessen, wurde 1921 neu angelegt. Der 3,03 Ar große jüdische Friedhof liegt am Kurtsberg ca. einen Kilometer östlich von Oberasphe. Auf dem Friedhof, der für 57 Erwachsene und 20 Kinder unter zwölf Jahren angelegt war, gibt es nur vier Gräber, das von Sara Stern, gestorben am 16. Januar 1928, und von drei weiteren Personen, die während der NS-Zeit beerdigt wurden:
- Levi Stern, gestorben am 22. Juni 1937
- Heinz Katten, gestorben 21. Januar 1939
- Regine Hess, gestorben am 5. Februar 1940.

Der Friedhof wurde Ende Januar 1941 auf behördliche Anordnung geschlossen. Schändungen des Friedhofs sowie missbräuchliche Verwendung von Grabsteinen sind in Oberasphe nicht dokumentiert.
In den 1960er Jahren zäunte die Gemeinde Oberasphe den Friedhof mit einem Maschendrahtzaun ein. Seit der Gebietsreform 1974 ist er in Besitz der politischen Gemeinde Münchhausen, die seitdem für die Instandhaltung verantwortlich ist.
Bis 2022 war der jüdische Friedhof das letzte noch erhaltene Zeugnis jüdischen Lebens in Oberasphe. Am 5. September 2022 wurden in Oberasphe 23 Stolpersteine gesetzt.